# Asterisk
Это статья о компьютерной телефонии, см. также Звёздочка (типографика), Астерикс.
Asterisk — свободное решение компьютерной телефонии (в том числе, VoIP) с открытым исходным кодом от компании Digium, первоначально разработанное Марком Спенсером. Приложение работает на операционных системах Linux, FreeBSD, OpenBSD, Solaris и др. Имя проекта произошло от названия символа «*» (англ. asterisk — «звёздочка»).
Asterisk в комплексе с необходимым оборудованием обладает всеми возможностями классической АТС, поддерживает множество VoIP-протоколов и предоставляет богатые функции управления звонками, среди них:
- Голосовая почта
- Конференц-связь
- IVR (интерактивное голосовое меню)
- Центр обработки звонков (постановка звонков в очередь и распределение их по абонентам, используя различные алгоритмы)
- Call Detail Record (подробная запись о вызове)
- Интеграция с CRM-системами.

Для создания дополнительной функциональности можно воспользоваться собственным языком Asterisk для написания плана нумерации, написав модуль на языке Си, либо воспользовавшись Asterisk Gateway Interface — гибким и универсальным интерфейсом для интеграции с внешними системами обработки данных. Модули, выполняющиеся через AGI, могут быть написаны на любом языке программирования.
Asterisk распространяется на условиях двойной лицензии, благодаря которой одновременно с основным кодом, распространяемым по открытой лицензии GNU GPL, возможно создание закрытых модулей, содержащих лицензируемый код: например, модуль для поддержки кодека G.729.
Благодаря свободной лицензии Asterisk активно развивается и поддерживается тысячами людей со всей планеты.
Для того, чтобы уйти от проблем, создаваемых двойным лицензированием, был создан форк проекта, называющийся CallWeaver (в настоящее время «мёртв»).

## История
Марк Спенсер, создатель программы, основал компанию Linux Support Services. Спенсер хотел организовать 24-часовую службу голосовой поддержки, однако начальный бюджет компании в 4000 долларов не позволял приобрести крайне дорогие системы Call-центров. В 2001 в связи с кризисом доткомов у Linux Support Services начались проблемы, и Спенсер начал думать, что разработка программной АТС с открытыми исходными текстами может оказаться интереснее, чем поддержка пользователей Linux вообще. Джим Диксон из Zapata Telephony предложил бизнес-модель для Asterisk. Тогда же и поменялось название компании — с Linux Support Services на Digium.
Версии
В нумерации версий Asterisk придерживаются принципа: версии в разработке — нечётные, стабильные — чётные.
- 1.0 — Выпущена 23 сентября 2004 г[8].
- 1.2 — Выпущена 15 ноября 2005[9]
- 1.4 — Выпущена 26 декабря 2006[10]
- 1.6 — Выпущена 2 октября 2008[11]

Начиная с версии 1.6, Asterisk более не поддерживает Zaptel, оставлена только поддержка DAHDI.
- 1.8 — Выпущена 21 октября 2010[12]

Отличие от предыдущих версий: Поддержка SRTP, поддержка IPv6 в SIP-драйвере, интеграция работы с календарём, новая система журналирования звонков «Channel Event Logging» (CEL), поддержка «Advice of Charge» — сервиса для информирования о стоимости звонка; интеграция Google Talk и Google Voice; поддержка изменения высоты звука.
- 10.0 — Выпущена 15 декабря 2011[13]

Несмотря на смену нумерации, десятая версия не несёт кардинальных изменений. Появилась поддержка высококачественного звука до 192 кГц; с помощью приложения ConfBridge появилась поддержка видеоконференций; Asterisk теперь может являться сервером текстовых сообщений по протоколам SIP и XMPP, поддержка работы шлюзом для передачи факсимильных сообщений по протоколу T.38; поддержка кодеков SILK и CELT.
- 11 — Выпущена 31 октября 2012[14]

Добавлена поддержка WebRTC, которая позволяет совершать звонки прямо из браузера, без задействования каких-либо плагинов в браузере; новый драйвер chan_motif поддерживает протоколы Google Talk и Jingle, в том числе и видео; расширена поддержка IPv6.
- 12 — Выпущена 20 декабря 2013 (новое в версии)

Ряд кардинальных изменений, таких, как альтернативный драйвер канала SIP (основан на библиотеке PJSIP), новые механизмы Asterisk REST Interface, события AMI новой версии, добавлена поддержка IPv6 в драйвер канала IAX2 и др.
- 13 — выпущена 28 октября 2014[16]

LTS-релиз платформы. Поддержка Asterisk 13 продлится до октября 2021 года. Передача событий безопасности через AMI. Расширение интерфейсов AMI и ARI, поддержка новых возможностей библиотеки PJSIP.
- 14 — 28 сентября 2016[18] Добавлены возможности использования различных доменных имён для использования нескольких разных виртуальных АТС на одной системе, полноценное использование АААА-записей для протокола IPv6, несколько srv-записей или NAPTR-записей. Добавлена возможность удалённого проигрывания медиафайлов интерактивного меню, поддержка плейлистов и др.
- 15 — 3 октября 2017[19] Asterisk 15 отнесён к категории выпусков с обычной поддержкой, обновления для которых поддерживаются в течение двух лет. Ключевые улучшения: средства для организации проведения видеоконференций с несколькими участниками; обеспечена полноценная поддержка WebRTC; добавлена поддержка мультиплексирования потоков RTCP и коммутации между собой нескольких потоков, упрощающих преодоление трансляции адресов и межсетевых экранов, и сокращающих время настройки вызова; добавлена поддержка проброса видеопотоков с использованием кодека VP9; добавлен унифицированный плагин WebRTC, позволяющий использовать протокол SDP для согласования соединений между несколькими мультимедийными источниками; в основную версию встроена библиотека pjproject, которая включена по умолчанию; добавлена поддержка режима systemd для активации сервиса при обращении к сокету[17].
- 16 — 8 августа 2018
- 17 — 28 августа 2019
- 18 — 20 октября 2020
- 19 — 2 ноября 2021
- 20 — 28 сентября 2022
- 21 — 18 октября 2023
- 22 — 26 сентября 2024

## Оборудование
Asterisk может работать как с аналоговыми линиями (FXO-/FXS-модули), так и цифровыми (ISDN, BRI и PRI — потоки Т1/E1). С помощью дополнительных компьютерных плат (наиболее известными производителями которых являются Digium/'Sangoma, OpenVox, Rhino, AudioCodes) Asterisk можно подключить к линиям Т1/E1. Полный список поддерживаемого оборудования для соединения с телефонной сетью общего пользования определяется поддержкой оборудования в модулях ядра, например:
- DAHDI, акроним «Digium Asterisk Hardware Device Interface» (ранее назывался Zaptel)[20], разрабатывается параллельно с Asterisk компанией Digium.
- mISDN[21], разрабатывается Карстеном Кайлом (англ. Karsten Keil) из команды SuSE и компанией Beronet.
- CAPI.

Кроме применения описанного оборудования, для полноценной работы АТС Asterisk используется и другое оборудование:
- FXO-шлюзы — для подключения и настройки аналоговых телефонных номеров (ТСоП);
- FXS-шлюзы — для настройки и подключения аналоговых телефонных аппаратов и факсовых аппаратов;
- VoIP GSM-шлюзы — для звонков через SIM-карты сотовых операторов;
- IP-телефоны — для совершения телефонных звонков через Asterisk.

## Протоколы
Поддерживаются следующие протоколы:
- SIP,
- H.323,
- IAX2,
- MGCP,
- SIMPLE,
- Skinny/SCCP,
- XMPP,
- Unistim,
- Skype, через коммерческий канал[22].

Возможно транслировать текст и видеосигналы (например, использовать видеофон). Кроме того, реализована работа с другими компьютерными протоколами:
- DUNDi — протокол, также разработанный Digium.
- OSP.
- T.38, поддерживается передача факсов.

Поддержка широкого спектра оборудования и компьютерных протоколов позволяет организовывать огромное количество сценариев взаимодействия сетей, получения и обработки информации.

## Программирование
Настройка и программирование производится с помощью нескольких механизмов:
- диалплан, который пишется на специальном языке. Доступна как старая версия, так и новая — AEL, а также на языке Lua,
- AGI,
- Asterisk Managment Interface (AMI),
- Конфигурация из баз данных.

Расширение выполняемых функций также возможно путём написания на языке Си нового модуля, что возможно благодаря подробной Doxygen-документации.
Для работы с Asterisk существуют дистрибутивы с графическим интерфейсом.
Удаленное управление АТС также может осуществляться с помощью библиотеки libamc.